# Alte evangelische Kirche Bornheim

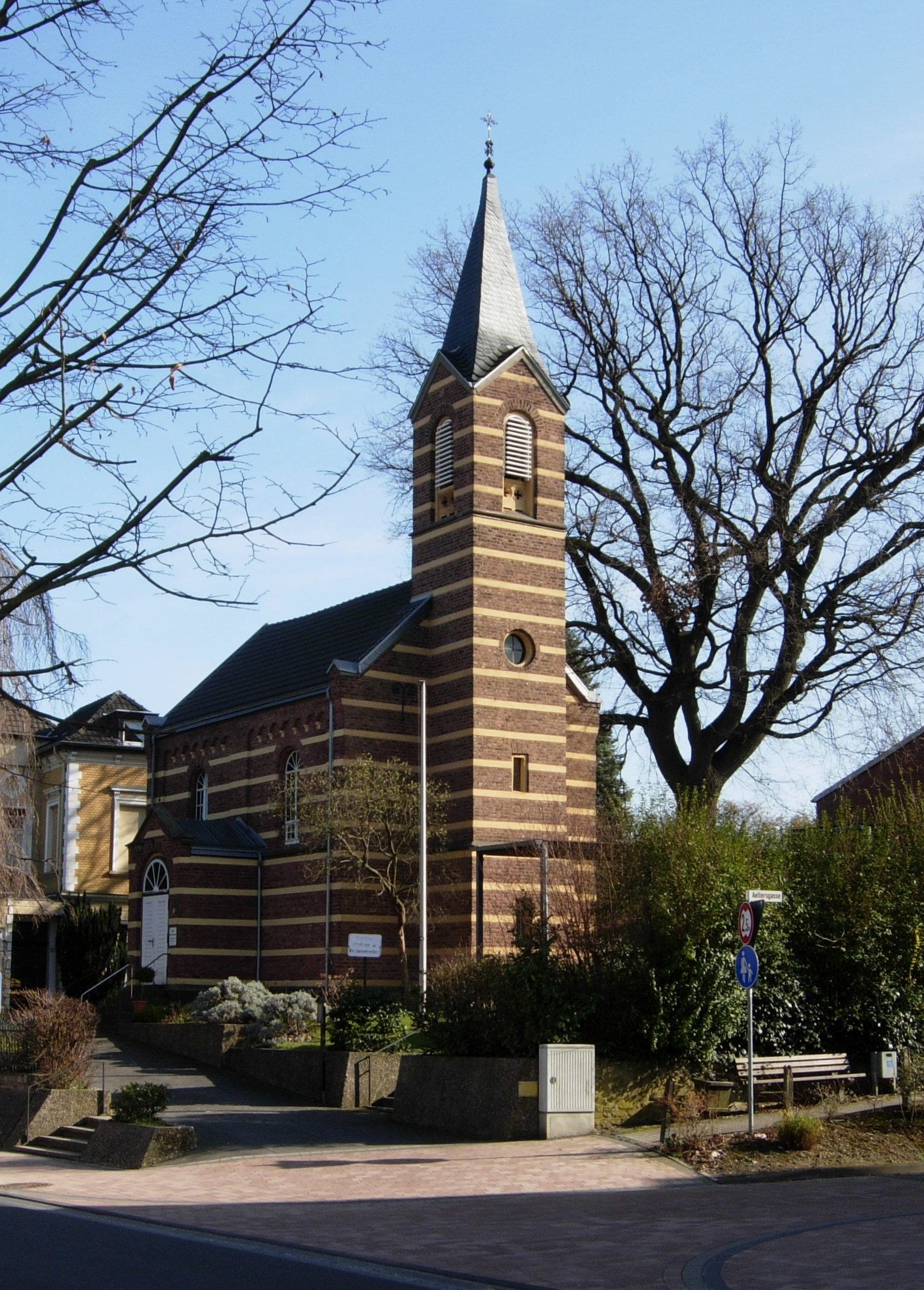
Alte evangelische Kirche

Die alte Evangelische Kirche ist ein denkmalgeschütztes, neoromanisches Kirchengebäude in Bornheim, einer Stadt im Rhein-Sieg-Kreis (Nordrhein-Westfalen). Sie gehört zur Evangelischen Kirchengemeinde Vorgebirge im Kirchenkreis Bonn der Evangelischen Kirche im Rheinland.

## Geschichte und Architektur
Der kleine Saalbau mit einer Halbkreisapsis und vorgesetztem Westturm wurde 1863 unter der Bauleitung des Bonner Kommunalbaumeisters Paul Richard Thomann errichtet und 1866 eingeweiht. Dies war möglich geworden, weil die (jüdischen) Bankhäuser Schaafhausen und Oppenheim ein Grundstück zur Verfügung gestellt hatten. 
Die roten Backsteinmauern sind durch helle Bänderung gegliedert. Der Bautypus ist klassizistisch, die Außengliederung neuromanisch. Die Dachstuhlkonstruktion ist innen offen gehalten. Die dekorative Ausmalung erfolgte zum Ende des 19. Jahrhunderts. An der Westseite steht ein quadratischer Turm mit einem verschieferten Haubendach. Ein vorgebauter Eingang mit einer großen Rundbogentür befindet sich an der linken Längsseite. Das Bauwerk wurde Anfang des 21. Jahrhunderts durch ein undichtes Dach sowie Schädlingsbefall sanierungsbedürftig. Im Jahr 2019 begann die Sanierung der Fassade, anschließend soll der Innenraum instand gesetzt werden.

## Ausstattung
Die Anordnung der Ausstattung ist typisch für einen evangelischen Kirchenbau nach den Vorschriften des Eisenacher Regulativs von 1861:
- Die Kanzel und der Taufstein stehen zu Seiten des Altares.
- Die Orgel (eine Truhenorgel der Firma Stahlhuth, Aachen) mit ihren vier Registern (Holzgedackt 8', Rohrflöte 4', Principal 2', Mixtur II-IV, jew. in Bass-Diskant-Teilung) steht auf der Westempore. Sie wurde 1988 von der evangelischen Kirchengemeinde in Sürth gebraucht gekauft, nachdem die Vorgängerorgel aus dem 19. Jahrhundert nicht mehr brauchbar war.

## Rezeption
„Kreisbaumeister Thomann gelang mit der neoromanischen evangelischen Kirche ein sehr guter Bau, der durch die Horizontalgliederungen im Mauerwerk äußerst lebhaft wirkt.“